# Station Biststraat
Station Biststraat is een voormalige spoorweghalte in Hever, een deelgemeente van de gemeente Boortmeerbeek, op spoorlijn 53 (Schellebelle - Mechelen - Leuven). Deze stopplaats lag ter hoogte van de spoorwegovergang aan de Bieststraat in Hever. De stopplaats is sinds juni 1984 niet meer bediend geweest en is in de jaren daarna opgebroken. Vandaag blijft er niets meer van over.

## Aantal instappende reizigers
De grafiek en tabel geven het gemiddeld aantal instappende reizigers weer op een week-, zater- en zondag.
| Tabel: aantal instappende reizigers station Biststraat | Tabel: aantal instappende reizigers station Biststraat | Tabel: aantal instappende reizigers station Biststraat | Tabel: aantal instappende reizigers station Biststraat |
|                                                        | Weekdag                                                | Zaterdag                                               | Zondag                                                 |
| ------------------------------------------------------ | ------------------------------------------------------ | ------------------------------------------------------ | ------------------------------------------------------ |
| 1977                                                   | 90                                                     | 8                                                      | 6                                                      |
| 1978                                                   | 99                                                     | 12                                                     | 7                                                      |
| 1979                                                   | 100                                                    | 10                                                     | 9                                                      |
| 1980                                                   | 104                                                    | 17                                                     | 10                                                     |
| 1981                                                   | 123                                                    | 13                                                     | 18                                                     |
| 1982                                                   | 86                                                     | 11                                                     | 19                                                     |
| 1983                                                   | 79                                                     | 10                                                     | 11                                                     |

0,0: Schellebelle ·
2,8: Wichelen ·
5,8: Schoonaarde ·
9,7: Oudegem ·
12,5: Dendermonde ·
16,2: Baasrode-Zuid ·
18,2: Koude Haard ·
19,6: Buggenhout ·
21,6: Malderen ·
23,3: Molenheide ·
26,4: Londerzeel ·
28,2: Londerzeel-Oost ·
29,0: Ramsdonk ·
31,0: Kapelle-op-den-Bos ·
34,9: Heike ·
36,6: Hombeek ·
38,8: Brusselsesteenweg ·
39,6: Mechelen ·
42,6: Muizen ·
44,5: Hever ·
46,2: Biststraat ·
48,1: Boortmeerbeek ·
51,4: Haacht ·
52,5: Wespelaar-Heike ·
53,4: Wespelaar-Tildonk ·
55,8: Hambos ·
58,3: Wakkerzeelsesteenweg ·
59,4: Wijgmaal ·
64,1: Leuven